# 封神榜三百六十五位正神
明代神魔小說《封神演義》一書，以姜子牙佐周滅紂、主持封神為主線。故事結尾，闡教、截教、人道三等，亡於商周之戰者，共編成三百六十五位正神。又分八部，上四部，雷、火、瘟、斗；下四部，群星列宿、三山五嶽、布雨興雲、善惡之神。八部正神分掌各司，按布週天，糾察人間善惡，檢舉三界功行。

## 封神榜版本
《封神演義》約成書於明隆慶、萬曆年间。現存最早的版本，名曰《新刻钟伯敬先生批评封神演义》二十卷，一百回，于日本内阁文库有藏本。该本封面题识见“金阊书坊舒冲甫识”落款，卷之二前署“金阊载阳舒文渊梓行”，因此该本被称为“舒本”。舒本与现今通行的版本，于第九十九回、第一百回所记载的“封神榜单”诸多差异。本条目以“通行本”（岳麓书社1988年版，ISBN: 9787805201207）为基础罗列诸神封号、名讳，并于舒本差异处予以标记。

## 八部正神

### 清福神
- 三界首領八部三百六十五位清福正神　栢鑑

### 三山五嶽
管領三山正神
- 炳靈公　黃天化

五嶽正神
- 東岳泰山天齊仁聖大帝　黃飛虎
- 南嶽衡山司天昭聖大帝　崇黑虎
- 中嶽嵩山中天崇聖大帝　聞聘
- 北嶽恆山安天玄聖大帝　崔英
- 西嶽華山金天愿聖大帝　蔣雄　舒本作「金天順聖大帝」

### 雷部
九天應元雷神普化天尊　聞仲　舒本作「雷聲普化天尊」
雷部二十四員催雲助雨護法天君
- 鄧天君　鄧忠
- 辛天君　辛環
- 張天君　張節
- 陶天君　陶榮
- 龐天君　龐弘
- 劉天君　劉甫
- 苟天君　苟章
- 畢天君　畢環　舒本作「毕完」
- 秦天君　秦完　舒本作「程完」
- 趙天君　趙江
- 董天君　董全
- 袁天君　袁角
- 李天君　李德（萬仙陣亡）
- 孫天君　孫良
- 栢天君　栢禮
- 王天君　王變
- 姚天君　姚賓
- 張天君　張紹　舒本作「张诏」
- 黃天君　黃庚（萬仙陣亡）
- 金天君　金素（萬仙陣亡）
- 吉天君　吉立
- 余天君　余慶
- 闪电神　金光圣母
- 助风神　菡芝仙

某些版本，将彩雲仙子置于雷部，封興雲神，同時去除萬仙陣亡的三位天君之一。

### 火部
南方三炁火德星君　羅宣
火部五位正神
- 尾火虎　朱招
- 室火豬　高震
- 觜火猴　方貴
- 翼火蛇　王蛟
- 接火天君　劉環

### 瘟部
主掌瘟㾮昊天大帝　呂岳
瘟部六位正神
- 東方行瘟使者　周信
- 南方行瘟使者　李奇
- 西方行瘟使者　朱天麟
- 北方行瘟使者　楊文輝
- 勸善大師　陳庚
- 和瘟道士　李平　舒本作「孫通」

### 斗部
坎宫　金靈聖母
五斗群星吉曜恶煞

#### 東斗星官
- 蘇護
- 金奎
- 姬叔明　舒本作「姬叔度」
- 趙丙

#### 西斗星官
- 黃天祿
- 龍環
- 孫子羽
- 胡昇
- 胡雲鵬

#### 中斗星官
- 魯仁傑
- 晁雷
- 姬叔昇　舒本作「姬叔方」

#### 中天北極紫微大帝
- 姬伯邑考

#### 南斗星官
- 周紀
- 胡雷
- 高貴
- 余成
- 孫寶
- 雷鵾

#### 北斗星官
- 黃天祥（天罡）
- 比干（文曲）
- 竇榮（武曲）　舒本作「黄景元」
- 韓昇（左輔）
- 韓變（右弼）
- 蘇全忠（破軍）
- 鄂順（貪狼）
- 郭宸（巨門）
- 董忠（招搖）

#### 羣星
- 青龍星　鄧九公
- 白虎星　殷成秀
- 朱雀星　馬方
- 玄武星　徐坤
- 勾陳星　雷鹏　舒本作「孙伯」
- 滕蛇星　張山
- 太陽星　徐蓋
- 太陰星　姜氏紂
- 玉堂星　商容
- 天貴星
- 龍德星　洪錦
- 紅鸞星　龍吉公主（洪錦妻，玉皇大帝與王母娘娘之女）
- 天喜星　紂王天子
- 天德星　梅柏（紂大夫）
- 月德星　夏招（紂大夫）
- 天赦星　趙啟（紂大夫）
- 貌端星　賈氏（黄飞虎妻）
- 金府星　蕭臻　舒本作「陈定」（万仙阵亡）
- 木府星　鄧華　舒本作「芦申」（万仙阵亡）
- 水府星　余元　舒本作「余灿」（万仙阵亡）
- 火府星　火靈聖母　舒本作「王真」（万仙阵亡）
- 土府星　土行孫
- 六合星　鄧氏嬋玉（土行孫妻）
- 博士星　杜元銑　舒本作「刑三益」（万仙阵亡）
- 力士星　鄔文化　舒本作「戴礼」
- 奏書星　膠鬲　舒本作「车方」
- 河魁星　黃飛彪　舒本作「翟元」
- 月魁星　徹地夫人　舒本作「崔士杰」
- 帝車星　姜桓楚　舒本作「徐振」
- 天嗣星　黃飛豹　舒本作「石章」
- 帝輅星　丁策
- 天馬星　鄂崇禹　舒本作「庞虎」
- 皇恩星　李錦
- 天醫星　錢保　舒本注作「皆万仙阵」
- 黃氏紂妃
- 宅龍星　姬叔德
- 伏龍星　黃明
- 驛馬星　雷開
- 黃旛星　魏賁
- 豹尾星　吳謙　舒本作「郑龙」
- 喪門星　張桂芳
- 弔客星　風林
- 勾絞星　費仲
- 卷舌星　尤渾
- 羅睺星　彭遵　舒本作「罗猴星」
- 計都星　王豹
- 飛廉星　姬叔坤
- 大耗星　崇侯虎
- 小耗星　殷破敗
- 貫索星　丘引　舒本作「秦庚」
- 欄桿星　龍安吉
- 披頭星　太鸞
- 五鬼星　鄧秀
- 羊刃星　趙升
- 血光星　孫焰紅　舒本作「孙红焰」
- 官符星　方義真
- 孤辰星　余化
- 天狗星　季康
- 病符星　王佐
- 鑽骨星　張鳳　舒本作「崔信」
- 死符星　卞金龍
- 天敗星　柏顯忠　舒本作「八败星　柏忠」
- 浮沉星　鄭椿
- 天殺星　卞吉　舒本作「大杀星　丁策」
- 歲殺星　陳庚　舒本作「李雄」（万仙阵亡）
- 歲刑星　徐芳（穿雲總兵）
- 歲破星　晁田
- 燭火星　姬叔義
- 血光星　馬忠
- 亡神星　歐阳淳（臨潼總兵）　舒本作「欧阳平」
- 月破星　王虎　舒本作「王宾」
- 月遊星　石磯娘娘　舒本作「梁宗显」
- 死氣星　陳季貞　舒本作「陈礼亮」
- 咸池星　徐忠　舒本作「池忠」
- 月厭星　姚忠　舒本作「孙安」
- 月刑星　陳梧　舒本作「李德」
- 黑殺星　高繼能
- 七殺星　張奎
- 五谷星　殷洪
- 除殺星　余忠　舒本作「黄鼎臣」
- 天刑星　歐陽天祿　舒本作「杨春」
- 天羅星　陳桐　舒本作「朱寅」
- 地網星　姬叔吉
- 天空星　梅武　舒本作「钱京」
- 華蓋星　敖丙　舒本作「张定」
- 十惡星　周信　舒本作「李德武」（俱万仙阵）
- 蠶畜星　黃元濟　舒本作「胡佳善」
- 桃花星　高氏蘭英（張奎妻）
- 掃帚星　馬氏（姜子牙妻）　舒本作「铁扫帚　馬氏」
- 大禍星　李艮　舒本作「陈猛」
- 狼籍星　韓榮
- 披麻星　林善　舒本作「金庚」（万仙阵亡）
- 九醜星　龍鬚虎　舒本作「姚玄」（万仙阵亡）
- 三屍星　撒堅、撒強、撒勇兄弟三人
- 陰錯星　金成　舒本作「金海」（万仙阵亡）
- 陽差星　馬成龍　舒本作「王保」（万仙阵亡）
- 刃殺星　公孫鐸
- 四廢星　袁洪　舒本作「袁坤」
- 五窮星　孫合　舒本作「史思齐」
- 地空星　梅德　舒本作「洪承秀」
- 紅艷星　楊氏紂妃　舒本作「王义」
- 流霞星　武榮　舒本作「杨相」
- 寡宿星　朱昇　舒本作「张伟」
- 天瘟星　金大昇　舒本作「程朝用」
- 荒蕪星　戴禮　舒本作「召国才」
- 胎神星　姬叔禮
- 伏斷星　朱子真　舒本作「李颜」
- 反吟星　楊顯　舒本作「周柏」
- 伏吟星　姚庶良　舒本作「吕知本」
- 刀砧星　常昊　舒本作「胡松」
- 滅沒星　房景元
- 歲厭星　彭祖壽　舒本作「杨旺」
- 破碎星　吳龍　舒本作「余宗伯」

#### 二十八宿
- 角木蛟　柏林
- 斗木豸　楊信
- 奎木狼　李雄
- 井木犴　沈庚
- 牛金牛　李弘
- 鬼金羊　趙白高
- 婁金狗　張雄
- 亢金龍　李道通
- 女土蝠　鄭元
- 胃土雉　宋庚
- 柳土獐　吳坤
- 氐土貉　高丙
- 星日馬　呂能
- 昴日雞　黃倉
- 虛日鼠　周寶
- 房日兔　姚公伯
- 畢月烏　金繩陽
- 危月燕　侯太乙
- 心月狐　蘇元
- 張月鹿　薛定
- 尾火虎　朱招（封於火部）
- 室火豬　高震（封於火部）
- 觜火猴　方貴（封於火部）
- 翼火蛇　王蛟（封於火部）
- 箕水豹　楊真（封於水部）
- 壁水貐　方吉清（封於水部）
- 參水猿　孫祥（封於水部）
- 軫水蚓　胡道元（封於水部）

#### 天罡星三十六位
- 天魁星　高衍
- 天罡星　黃真
- 天機星　卢昌
- 天閒星　紀丙
- 天勇星　姚公孝
- 天雄星　施檜
- 天猛星　孫乙
- 天威星　李豹
- 天英星　朱義
- 天貴星　陳坎
- 天富星　黎仙
- 天滿星　方保
- 天孤星　詹秀
- 天傷星　李洪仁
- 天玄星　王龍茂　舒本作「天立星」
- 天健星　鄧玉　舒本作「天建星」
- 天暗星　李新
- 天祐星　徐正道
- 天空星　典通
- 天速星　吳旭
- 天異星　呂自成　舒本作「吕自答」
- 天煞星　任來聘
- 天微星　龔清
- 天究星　單百招
- 天退星　高可
- 天壽星　戚成
- 天劍星　王虎
- 天平星　卜同　舒本作「天竟星」
- 天罪星　姚公
- 天損星　唐天正
- 天敗星　申禮
- 天牢星　聞傑
- 天慧星　張智雄
- 天暴星　畢德
- 天哭星　劉達
- 天巧星　程三益

#### 隨斗部地煞星七十二位
俱萬仙陣亡
- 地魁星　陳繼真
- 地煞星　黃景元　舒本作「黄元济」
- 地勇星　賈成
- 地傑星　呼百顏
- 地雄星　魯修德
- 地威星　須成
- 地英星　孫祥
- 地奇星　王平
- 地猛星　柏有患　舒本作「百有患」
- 地文星　革高
- 地正星　考鬲　舒本作「老隔」
- 地闢星　李燧
- 地闔星　劉衡
- 地強星　夏祥
- 地暗星　余惠
- 地軸星　鮑龍
- 地會星　魯芝
- 地佐星　黃丙慶
- 地祐星　張奇
- 地靈星　郭巳
- 地獸星　金南道　舒本作「金甫道」
- 地微星　陳元
- 地慧星　車坤
- 地暴星　桑成道
- 地默星　周庚　舒本作「地然星」
- 地猖星　齊公
- 地狂星　霍之元
- 地飛星　葉中　舒本作「叶申」
- 地走星　顧宗
- 地巧星　李昌
- 地明星　方吉
- 地進星　徐吉
- 地退星　樊煥
- 地滿星　卓公
- 地遂星　孔成
- 地周星　姚金秀
- 地隱星　寧三益
- 地異星　余知
- 地理星　童貞
- 地俊星　袁鼎相
- 地樂星　汪祥
- 地捷星　耿顏
- 地速星　邢三鸞
- 地鎮星　薑忠
- 地羈星　孔天兆　舒本作「地稽星」
- 地魔星　李躍
- 地妖星　龔倩　舒本作「龚情」
- 地幽星　段清
- 地伏星　門道正
- 地僻星　祖林
- 地空星　蕭電
- 地孤星　吳四玉
- 地全星　匡玉
- 地短星　蔡公
- 地角星　藍虎
- 地囚星　宋祿
- 地藏星　關斌
- 地平星　龍成
- 地損星　黃烏
- 地奴星　孔道靈
- 地察星　張煥
- 地惡星　李信
- 地魂星　徐山
- 地數星　葛方
- 地陰星　焦龍
- 地刑星　秦祥
- 地壯星　武衍公
- 地劣星　範斌
- 地健星　葉景昌
- 地耗星　姚燁
- 地賊星　孫吉
- 地狗星　陳夢庚

#### 隨斗部九曜星官
俱万仙阵亡
- 崇應彪
- 高系平　舒本作「高紊平」
- 韓鵬
- 李濟
- 王封
- 劉禁
- 王儲
- 彭九元
- 李三益

#### 北斗五炁水德星君
- 水德星　魯雄

率領水部四位正神
- 箕水豹　楊真
- 壁水貐　方吉清
- 參水猿　孫祥
- 軫水蚓　胡道元

### 太歲部
- 執年歲君太歲　殷郊
- 甲子太歲　楊任

太歲部下日直眾星
- 日游神　溫良　舒本作「乔明」
- 夜游神　喬坤　舒本作「姚益」
- 增福神　韓毒龍
- 損福神　薛惡虎　舒本作「掠福神」
- 顯道神　方弼
- 開路神　方相
- 直年神　李丙（万仙阵亡）
- 直月神　黃承乙（万仙阵亡）
- 直日神　周登（万仙阵亡）
- 直時神　劉洪（万仙阵亡）

### 四聖大元帅
镇守灵霄宝殿四圣大元帅
- 王魔
- 楊森
- 高體
- 李興霸

### 金龍如意神
金龍如意正一龍虎玄壇真君　趙公明
部下四位正神
- 招寶天尊　蕭昇
- 納珍天尊　曹寶
- 招財使者　陳九公　舒本作「乔有明」
- 利市仙官　姚少司　舒本作「姚逐益」

### 四大天王
辅弼西方教典
- 增長天王　魔禮青　掌青光寶劍一口　職風
- 持國天王　魔禮紅　掌碧玉琵琶一面　職調
- 多文天王　魔禮海　掌管混元珍珠傘　職雨
- 廣目天王　魔禮壽　掌紫金龍花狐貂　職順

### 哼哈二将
镇守西释山门
- 鄭倫
- 陳奇

### 痘神
- 主痘碧霞元君　余化龙
- 衛房聖母元君　金氏（余化龍夫人）

五位主痘正神
- 東方主痘正神　余達
- 西方主痘正神　余兆
- 南方主痘正神　余光
- 北方主痘正神　余先
- 中央主痘正神　余德

### 感應隨世仙姑
感應隨世仙姑
- 雲霄娘娘
- 瓊霄娘娘
- 碧霄娘娘

### 分水將軍
- 分水将军　申公豹

### 冰消瓦解之神
冰消瓦解之神
- 飛廉
- 惡來

## 神位数量问题
无论是舒本或是通行本，诸神封号、名讳均为371位，较365位多出6位。
原书中，分水将军申公豹听罢封号后，舒本第九十九回言：「子牙封罢三百六十三位正神已毕，只见众神各去领受执掌」，而通行本则言：「子牙封罢三百六十五位正神已毕」。
舒本意为，此前所封“四大天王”与“哼哈二将”因“辅弼西方教典”、“镇守西释山门”，故位列西方教，不计入三百六十五位正神；此后第一百回言：「话说子牙传令，命斩飞廉、恶来……子牙斩了两个佞臣，复进封神台……特敕封尔为冰消瓦解之神」，如此正合三百六十五之数。
通行本，第九十九回言：「子牙封罢三百六十五位正神已毕」，即自柏鉴始至申公豹止，应合三百六十五之数，但多出4位，外加飞廉、恶来，便多出6位。通行本的神位数量，前后矛盾。

## 封神榜缺失问题
- 彩云仙子：三仙岛三霄娘娘与菡芝仙、彩云仙子为报赵公明之仇，下山相助闻仲兵伐西岐（第四十九回）。十绝阵与九曲黄河阵俱破后，彩云仙子死于哪吒枪下，灵魂前往封神台（第五十一回），但两本封神榜均未录其名。
- 高明、高觉：本为棋盘山桃精、柳鬼，凭托轩辕庙千里眼、顺风耳二鬼使泥塑之灵气，目能观看千里，耳能详听千里。纣王招贤，封二人为神武上将军，往孟津同梅山袁洪抵抗周军。杨戬赴玉泉山金霞洞求见师尊，得玉鼎真人指点，姜子牙乃令李靖挖绝桃柳之根，用火焚之；又令雷震子，打碎轩辕庙泥塑鬼使。此后高明、高觉亡于姜子牙神鞭打下。（第八十九回至第九十一回）原书第九十回，题曰：「子牙捉神荼郁垒」；又文道：「正是神荼郁垒诚如此，要阻周兵闹孟津」。原书第九十一回，诗曰：「桃精柳鬼难逃躲，早把封神名姓标」；又文道：「子牙祭起打神鞭打将下来，高明、高觉难逃此难，只打得脑浆迸流，一灵已往封神台去了」。故此二人，原书已言明封神，以及封号神荼、郁垒，但两本均未见封神榜。

## 诸神封号、名讳相同问题
- 斗部群星之「天贵星姬叔乾」与随斗部天罡星三十六位之「天贵星陈坎」封号相同。
- 斗部群星之「血光星孙焰红」、「血光星马忠」封号相同。
- 斗部群星之「天败星柏显忠」与随斗部天罡星三十六位之「天败星申礼」封号相同。另，舒本作「八败星柏忠」，无通行本之神位封号相同问题
- 斗部群星之「天空星梅武」与随斗部天罡星三十六位之「天空星典通」封号相同。
- 斗部群星之「地空星梅德」与随斗部天罡星三十六位之「地空星萧电」封号相同。
- 瘟部之「劝善大师陈庚」与斗部群星之「岁杀星陈庚」名讳相同。
- 瘟部之「东方行瘟使者周信」与斗部群星之「十恶星周信」名讳相同。
- 斗部群星之「月破星王虎」与随斗部天罡星三十六位之「天剑星王虎」名讳相同。
- 随斗部地煞星七十二位之「地英星孙祥」与二十八宿封在水部管事之「参水猿孙祥」名讳相同。